# حسين أباد مختار (سررود الجنوبي)
حسین أباد مختار (بالفارسية: حسین‌آباد مختار) هي قرية تقع في إيران في قسم سررود الجنوبي الريفي. يقدر عدد سكانها بـ 149 نسمة .